# Una película de policías
Una película de policías is een Mexicaanse film uit 2021, geregisseerd door Alonso Ruizpalacios, met hoofdrollen voor Mónica del Carmen en Raúl Briones.

## Verhaal
Aan de hand van ervaringen van twee agenten wordt corruptie binnen de Mexicaanse politie onderzocht.

## Rolverdeling
| Acteur            | Personage |
| ----------------- | --------- |
| Mónica del Carmen | Teresa    |
| Raúl Briones      | Montoya   |

## Release en ontvangst
De film ging in première op 5 maart 2021 op het filmfestival van Berlijn, waar de film meedeed aan de internationale competitie om de Gouden Beer.
Op Rotten Tomatoes gaf 93% van de 41 recensenten de film een positieve recensie, met een gemiddelde score van 7,30/10. De film heeft het label "Certified Fresh" (gegarandeerd vers). Website Metacritic komt tot een score van 76/100, gebaseerd op 14 recensies, wat staat voor "generally favorable reviews" (over het algemeen gunstige recensies).

### Prijzen en nominaties
Op het filmfestival van Berlijn deed de film mee aan de internationale competitie, en sleepte er de Zilveren Beer voor beste artistieke bijdrage in de wacht.
In augustus 2022 werd bekendgemaakt dat de film was genomineerd voor 10 Ariels, de belangrijkste filmprijs in Mexico. De film won er uiteindelijk 6, waaronder beste regisseur, beste acteur, beste actrice en beste origineel scenario.
| Jaar | Evenement              | Categorie                                    | Genomineerde                                                           | Resultaat   |
| ---- | ---------------------- | -------------------------------------------- | ---------------------------------------------------------------------- | ----------- |
| 2021 | Berlijn (71ste editie) | Gouden Beer voor beste film                  | Una película de policías                                               | Genomineerd |
| 2021 | Berlijn (71ste editie) | Zilveren Beer voor beste artistieke bijdrage | Yibran Asuad (montage)                                                 | Gewonnen    |
| 2022 | Ariel (64ste editie)   | Beste film                                   | Una película de policías                                               | Genomineerd |
| 2022 | Ariel (64ste editie)   | Beste regisseur                              | Alonso Ruizpalacios                                                    | Gewonnen    |
| 2022 | Ariel (64ste editie)   | Beste acteur                                 | Raúl Briones                                                           | Gewonnen    |
| 2022 | Ariel (64ste editie)   | Beste actrice                                | Mónica del Carmen                                                      | Gewonnen    |
| 2022 | Ariel (64ste editie)   | Beste origineel scenario                     | David Gaitán, Alonso Ruizpalacios                                      | Gewonnen    |
| 2022 | Ariel (64ste editie)   | Beste camerawerk                             | Emiliano Villanueva                                                    | Genomineerd |
| 2022 | Ariel (64ste editie)   | Beste make-up                                | Itzel Peña                                                             | Genomineerd |
| 2022 | Ariel (64ste editie)   | Beste geluid                                 | Isabel Muñoz Cota, Javier Umpierrez, Jaime Baksht, Michelle Couttolenc | Genomineerd |
| 2022 | Ariel (64ste editie)   | Beste lange documentaire                     | Una película de policías                                               | Gewonnen    |
| 2022 | Ariel (64ste editie)   | Beste montage                                | Yibrán Asuad                                                           | Gewonnen    |